# Arundinella longispicata
Arundinella longispicata är en gräsart som beskrevs av Bi Sin Sun. Arundinella longispicata ingår i släktet Arundinella och familjen gräs. Inga underarter finns listade i Catalogue of Life.